# Sony α

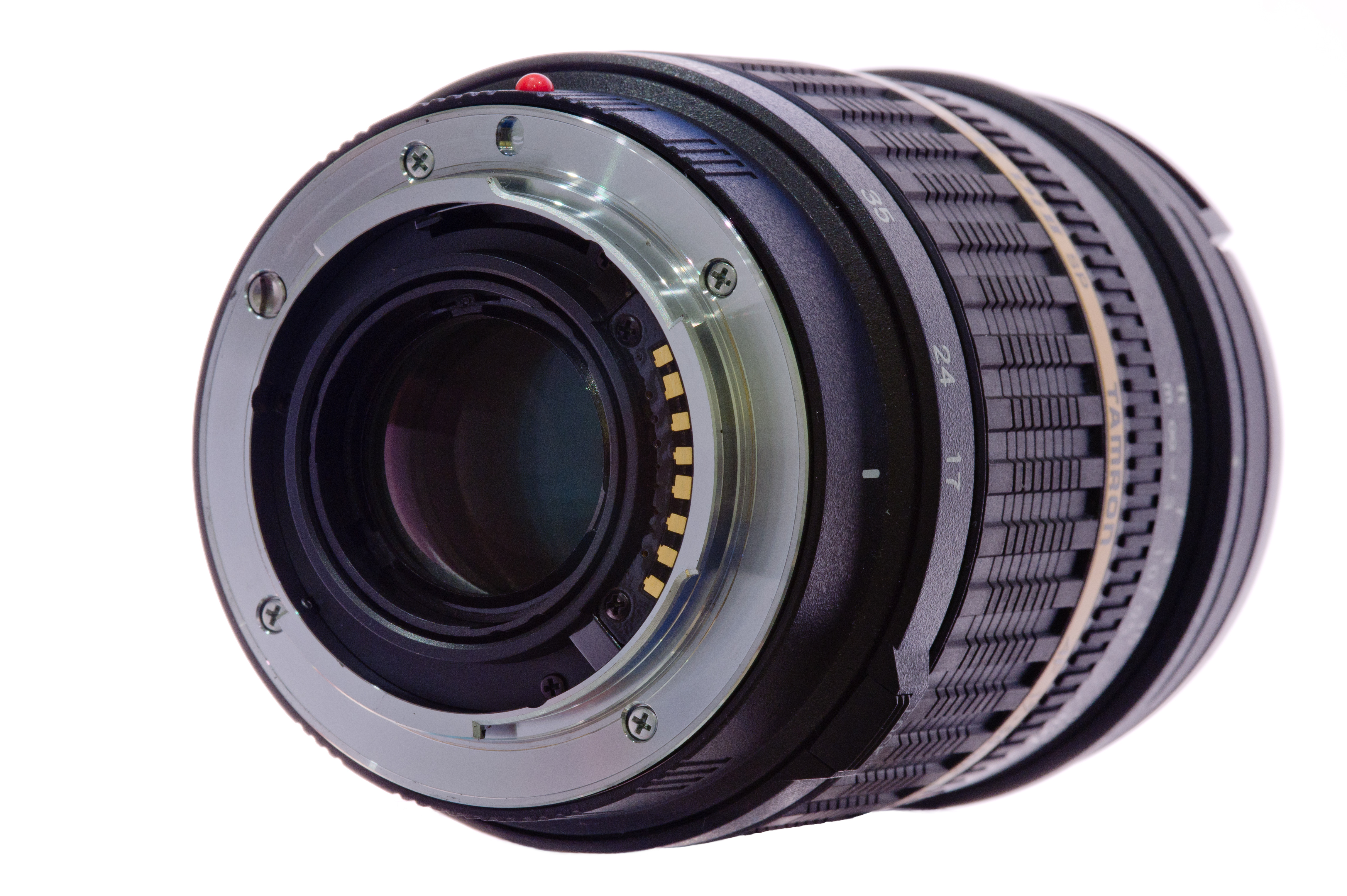
Sony A-mount la o Tamron SP 17-50mm F2.8.

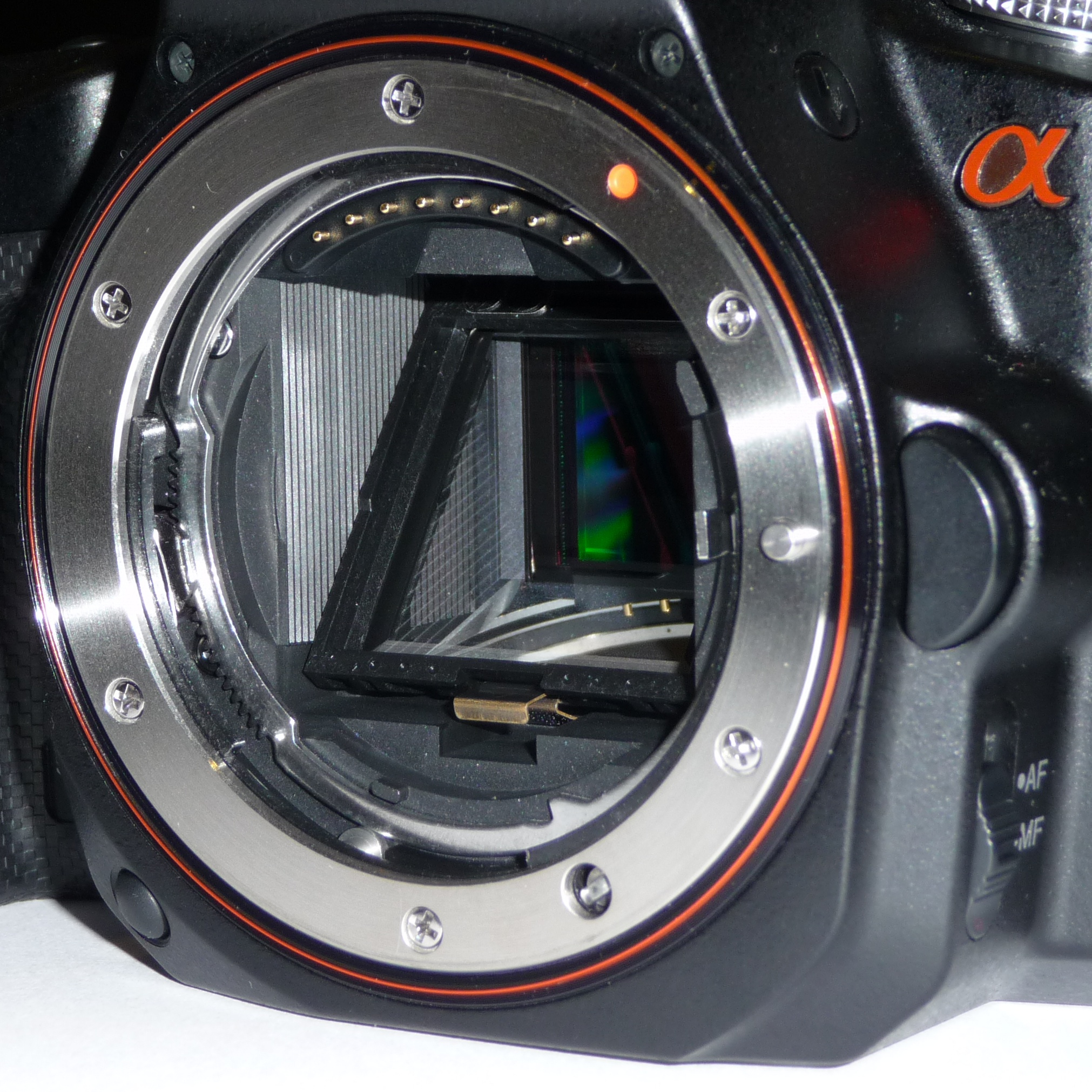
Sony A-mount la o cameră α33.

Sony α (literă mică la litera greacă alpha, transliterată deseori ca Sony Alpha), este marca sub care compania japoneză Sony își grupează camerele foto DSLR și SLT. Lansat pe 5 iunie 2006, linia de camere Sony Alpha este construită pe fundația camerelor Konica Minolta, companie care a renunțat la a mai produce camere foto la finalul lui 2006, vânzând operațiunile de producție a camerelor foto DSLR către Sony. Între 2006 și 2008 Sony a fost compania cu cea mai mare creștere pe piața DSLR, ajungând de la 0 la o cotă de piață de 13% și devenind a treia companie care produce DSLR-uri din lume, după Canon și Nikon.

## Camere foto
Prima cameră foto lansată de Sony a fost Sony α100 (DSLR-A100), ajungând în magazine în iulie 2006 și bazându-se în mare pe designul camerelor Konika Minolta (modelul Maxxum/Dynax 5D). Tehnologia Konica Minolta Anti-Shake a fost redenumită Super Steady Shot (Sony produce singurele DSLR care au stabilizare de imagine în body). O altă tehnologie transpusă pe noua cameră a fost focusul automat când senzorul vizorului simte că se apropie ochiul fotografului (Eyestart). 
În 2008 au urmat modelele entry-level α300, α350 și α200 și modelele α700 și α900, destinate profesioniștilor. 
Anul 2010 aduce o revoluție în linia Sony Alpha, Sony anunțând tehnologia SLT (Single Lens Translucent), care presupune o oglindă fixă prin care lumina atinge senzorul și nu una mobilă, cum se întâmplă la DSLR-urile clasice. Printre avantaje se numără rapiditatea focalizării, un body mai mic, un tremur mai mic al camerei (datorat lipsei oglinzii mobile), posibilitate de a captura mai multe imagini pe secundă și, probabil cel mai important, posibilitatea de a vedea exact imaginea care va fi capturată (în lipsa unui vizor clasic, vizorul electronic citește informațiile de pe senzor, acesta trimițând spre vizor imaginea "afectată" de setările fotografului: white balance, exposure etc). Printre dezavantaje se numără latența vizorului electronic, consum crescut de energie crescut al vizorului electronic și cantitatea de lumină scăzută care ajunge la senzor. 
Modelul α55 este primul lansat cu tehnologia SLT, în august 2010. Acesta aduce ceva absolut nou pe piața DSLR-urilor: posibilitatea de a face focus automat în timpul filmării, ceea ce nici un DSLR nu făcea până la acea dată (Canon 650D și Nikon 3200 vor introduce această tehnologie abia în 2012). 
Sony extinde linia Alpha în 2012 cu modelul entry level α37, modelul mid-range α57 și modelele de top α77 și A99 (Full-Frame), toate echipate cu tehnologia SLT, precum și cu procesorul Bionz, producție proprie Sony. 